# Wise Bay
Wise Bay är en vik i Antarktis. Den ligger i Östantarktis. Nya Zeeland gör anspråk på området.